# Lance-missiles Mk 11
Le système de lancement de missiles guidés (GMLS) Mark 11 est un lance-missiles américain double rampe principalement utilisé sur les frégates et autres navires militaires.
Le lanceur peut utiliser le missile RIM-24 Tartar ou RIM-66 Standard et équipe les croiseurs de la classe Albany et les treize premiers destroyers de la classe Charles F. Adams. Les destroyers disposent d'un lanceur à l'arrière du navire tandis que les croiseurs disposent de 2 lanceurs montés au milieu de la superstructure, de chaque côté du navire. Une nouvelle modernisation permit l'ajout de missiles antinavires RGM-84 Harpoon. Le lance-missiles Mk 13, d'une taille et d'empreinte similaire, fut déployé dans les derniers destroyers de la classe Charles F. Adams en remplaçant le Mark 11.